# Nifon (Criveanu)
Nifon, imię świeckie Grigorie Criveanu (ur. 20 lutego 1889 w gminie Slătioara, zm. 14 czerwca 1970 w monasterze Cernica) – rumuński biskup prawosławny.

## Życiorys
W 1910 ukończył seminarium duchowne w Bukareszcie, zaś w 1914 – studia na wydziale teologii Uniwersytetu w Bukareszcie, gdzie był najlepszym absolwentem w swoim roczniku. Dwa lata później, po zawarciu związku małżeńskiego, został wyświęcony na kapłana i skierowany do pracy duszpasterskiej w cerkwi św. Łukasza w Bukareszcie. Po sześciu latach przeniesiono go do parafii w Popa Soare, gdzie rozwinął szeroką działalność, która zwróciła na niego uwagę biskupów Rumuńskiego Kościoła Prawosławnego i pozwoliła mu uzyskać stypendium na trzyletnie studia podyplomowe w Montpellier i w Paryżu. Nawiązał wówczas kontakty z czołowymi teologami zachodnimi. Po powrocie do Rumunii, jako autor szeregu publikacji teologicznych, uzyskał stanowisko dyrektora seminarium duchownego w Bukareszcie, gdzie był również wykładowcą.
W 1927, po przedwczesnej śmierci małżonki, Grigorie Criveanu wstąpił do monasteru Cernica i tam złożył wieczyste śluby mnisze z imieniem Nifon. W 1928 patriarcha Rumunii Miron mianował go przełożonym monasteru z godnością archimandryty. Jeszcze w tym samym roku został nominowany na biskupa pomocniczego eparchii Râmnic. Jego chirotonia biskupia odbyła się w roku następnym.
W eparchii Râmnic biskup Nifon szczególnie zajmował się podniesieniem poziomu nauczania w miejscowym seminarium duchownym oraz upowszechnianiem kultury prawosławnej poprzez druk broszur, kalendarzy i innych publikacji religijnych. Szczególną sławę zyskała jego praca pt. „Myśli i maksymy o życiu”, wielokrotnie wznawiana, także po śmierci biskupa Nifona. W 1933 objął katedrę Huși.
W 1939 król Rumunii Karol II wydał dekret restytuujący metropolię Oltenii, funkcjonującą cztery wieki wcześniej. Metropolitą Oltenii miał być każdorazowo arcybiskup Krajowej, a znajdujący się w tym mieście sobór św. Dymitra uzyskał rangę katedry metropolitalnej. We wrześniu 1939 na pierwszego metropolitę Oltenii Święty Synod Rumuńskiego Kościoła Prawosławnego mianował biskupa Nifona. Jako metropolita Oltenii Nifon nadal prowadził aktywną pracę duszpasterską, szczególne starania czynił na rzecz kształcenia kapelanów szpitalnych i więziennych. W 1940 otworzył w Krajowej stołówkę dla 120 dzieci.
Antykomunistyczne poglądy metropolity Nifona i jego publiczne wypowiedzi w tym duchu sprawiły, że po objęciu władzy w Rumunii przez komunistów został on zmuszony do odejścia w stan spoczynku. Metropolita początkowo wyjechał do Scărişoary, odwiedzał także monastery, w których miał wielu zwolenników. Następnie zmuszono go do wyjazdu do Bukaresztu, gdzie pozwolono mu na służbę w monasterze Antyma. 22 maja 1949 w tymże klasztorze hierarcha wygłosił płomienne kazanie antykomunistyczne, po którym Securitate zmusiło go do wyjazdu do monasteru Cernica. Tam metropolita pozostał do końca życia i tam też został pochowany.